# مزامنة الملفات
مزامنة الملف (أو المزامنة) في الحوسبة هي عملية التأكد من ملفات الحاسب بمكانين مختلفين قد تم تحديثهما بصورة طبق الاصل لكل منهما عبر قواعد معينة.
في تزامن الملفات في اتجاه واحد، وتسمى أيضاً النسخ المتطابق ويتم نسخ الملفات التي تم تحديثها من موقع (المصدر) إلى موقع واحد أو أكثر (الهدف)، ولكن لا يتم نسخ الملفات إلى موقع المصدر. وفي تزامن الملفات ذات الاتجاهين، يتم نسخ الملفات التي تم تحديثها في كلا الاتجاهين، وعادة تكون لغرض حفظ المفات بمماثلة الموقعين بعضها البعض. والتزامن مصطلح يشير حصرا إلى مزامنة الملفات في اتجاهين.
ومزامنة الملفات تستخدم عادة لمزامنة الملفات كنسخ احتياطية للاستخدام المنزلى في محركات الأقراص الصلبة الخارجية أو تحديث ونقل الملفات على محركات أقراص فلاش USB.مزامنة Bittorrent وDropBox هي أبرز منتجات التزامن، وعملية المزامنة التلقائية تمنع نسخ الملفات التي تم نسخها بالفعل مما يوفر الكثير من الوقت على عكس النسخ اليدوى والذي يكون عرضة للخطأ. ولكن هذا يعانى من الحد بان الملفات المتزامنة يجب أن تتناسب فعلياً مع اجهزة التخزين المحمولة.برنامج المزامنة التي تحافظ على قائمة من الملفات والملفات التي تم تغييرها فقط يحل هذه المشكلة. (على سبيل المثال ميزة «لقطة» في المقارنة أو ميزة «حزمة» لتزامنها) انها مفيدة للمستخدمين المتنقلين أو غيرها من الجهات التي تعمل على أجهزة كمبيوتر متعددة، فمن الممكن مزامنة مواقع متعددة من خلال مزامنتهم مع بعضهم في وقت واحد.

## المزايا الشائعة
- التشفير للأمن، خاصة عندما تتزامن عبر الإنترنت.
- ضغط أي بيانات يتم إرسالها عبر الشبكة.
- كشف التضارب بملفات تم تعديلها في كلاً من المصادر في مقابل المفات التي تم تعديلها على مصدر واحد.عدم اكتشاف التضاربات يمكن أن يؤدي إلى الكتابة فوق نسخة الإصدار الأحدث من الملف مما يتسبب في فقدان البيانات، للكشف عن التضارب يحتاج برنامج المزامنة لحفظ قاعدة بيانات للملفات المتزامنة. توزيع اكتشاف تضارب الملفات يمكن التحقق منة عن طريق سهم توجه الإصدار.
- دعم قلم الملفات يضمن سلامة البيانات عند نسخ بيانات أو ملفات تطبيق جارى استخدامة الآن أو ملفات قواعد بيانات مفلقة حصراً.
- دعم مخصص لاستخدام اجهزة تخزين وسيطة، مثل وحدات الفلاش قابلة للإزالة، لمزامنة جهازين. معظم برامج المزامنة يمكن استخدامهابنفس الطريقة، لكن تقديم دعم خاص لهذا يمكن أن تقلل من كمية البيانات المخزنة على الجهاز.
- القدرة على معاينة أية تغييرات قبل وضعها.
- القدرة على عرض الاختلافات في الملفات الفردية.